# Déforestation au Mexique

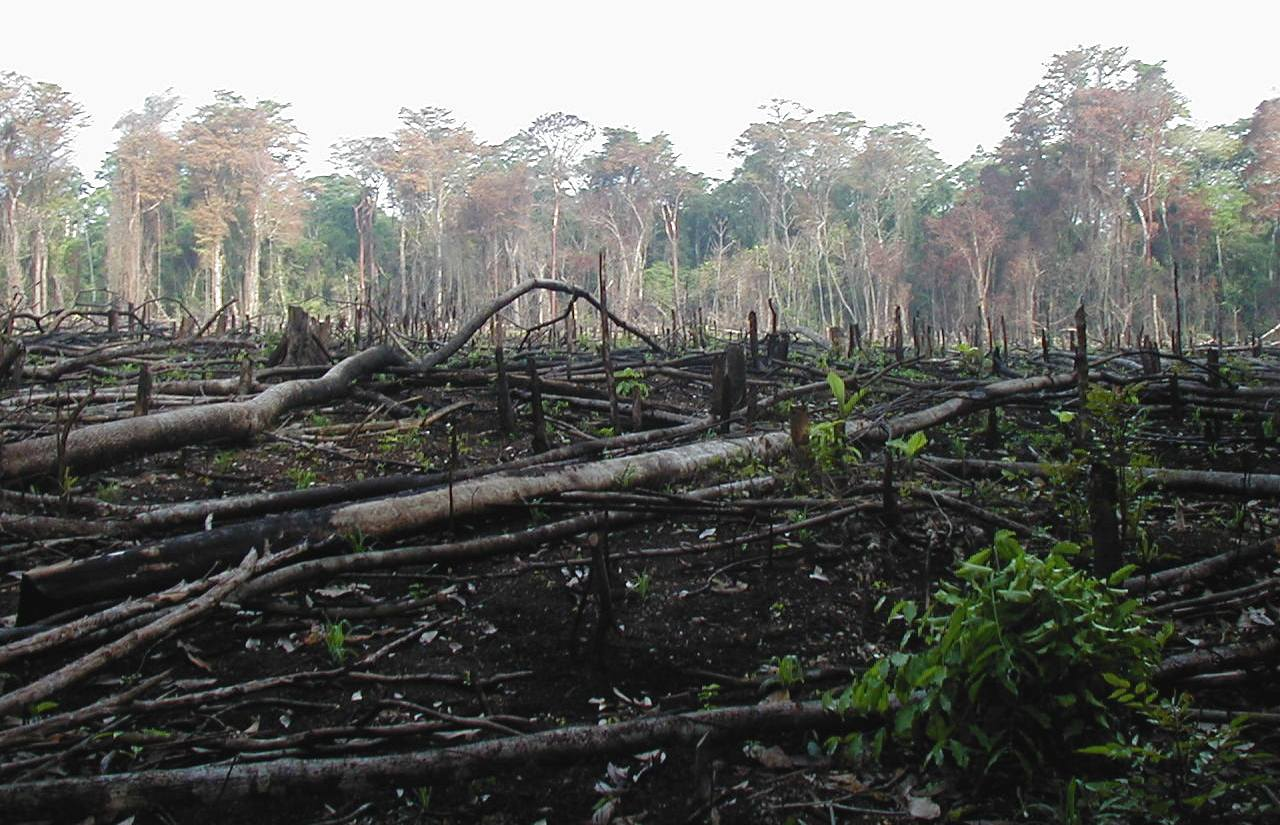
Forêt brûlée pour l'agriculture dans la région du Chiapas dans le Sud du Mexique

La déforestation au Mexique est l'ensemble des actions qui provoquent la disparition de la forêt dans ce pays, en particulier la destruction de la forêt tropicale humide.

## Historique
Les origines de la déforestation au Mexique peuvent être datées du XVIIIe siècle quand les arbres servaient pour la construction navale, par exemple dans le port de Veracruz ; ce phénomène s'est accéléré au XIXe siècle à cause des besoins urbains, et des traverses de chemin de fer en particulier. 

## Causes et conséquences
Au total, ce sont 330 000 hectares qui sont détruits chaque année, à cause de l'expansion urbaine, minière, agricole, et touristique. D'après le gouvernement, la déforestation illégale conduit à la destruction de 26 000 hectares chaque année. Si ce rythme se poursuit, la forêt tropicale humide risque de disparaître d'ici 25 ans.
Le taux de déforestation a diminué de moitié depuis les années 1990, mais la situation reste préoccupante. Par exemple la déforestation intense du plateau où est située la capitale Mexico a entraîné une modification sensible et irréversible du climat, avec moins de pluies et d'humidité.
Des actions ponctuelles de reboisement sont lancées par le gouvernement, conscient de sa réputation de mauvais protecteur de l'environnement, mais ces programmes sont critiqués par les organisations non gouvernementales qui constatent que seuls 10 % des arbres replantés survivent.
La perte de biodiversité liée à la déforestation est estimée entre 0,5 % et 1 % par an dans les zones tropicales. Des appareils photo automatiques sont installés par des chercheurs pour étudier l'impact de la déforestation sur les animaux sauvages. L'impact est notable par exemple pour les papillons monarques dont les populations diminuent.

## Évolution par région
| Région         | Type de végétation    | Taux de déforestation (%/an) | Période   |
| -------------- | --------------------- | ---------------------------- | --------- |
| Michoacan      | tempéré               | 1,5                          | –         |
| Chiapas        | tropical sempervirent | 4,5                          | 1980-1988 |
| Sureste Mexico | tropical sempervirent | 7,7                          | 1974-1986 |
| Jalisco        | tropical décidu       | 3,8                          | 1982      |
| Veracruz       | tropical sempervirent | 4,3                          | 1976-1986 |
| Veracruz, Pue  | tropical              | 8,7                          | 1982-1992 |
| Oaxaca         | tempéré               | 10,4                         | 1982-1992 |
| Campeche       | tropical              | 4,5                          | 1978-1980 |
| Campeche       | mangroves             | 3,3                          | 1992      |
| Campeche       | tropical et mangroves | 6,4                          | 1980-1993 |